# Pedro Homem de Mello
Pedro da Cunha Pimentel Homem de Melo (* 6. September 1904 in Porto; † 5. März 1984 ebenda) war ein portugiesischer Lyriker und Jurist. Eines seiner Gedichte wurde zu einem berühmten Fado verarbeitet. Außerdem war er stark an der Erforschung der portugiesischen Tanzkultur beteiligt.
Sein Nachname wird bisweilen inkorrekt "Mello" geschrieben, auch in (wenigen) portugiesischen Quellen.

## Leben
Pedro Homem de Melo studierte Rechtswissenschaften in Coimbra und Porto ab 1926 und arbeitete anschließend als Rechtsanwalt. Später war er auch als Lehrer und Schulleiter tätig.
1939 erhielt er den bedeutenden Premio Antero de Quental.
Seine Lyrik war geprägt durch religiöse, volkstümliche, bisweilen sogar erotische Gedichte, die ihn im ganzen Land bekannt machten. 1950 sang die Fadista Amália Rodrigues einen berühmten Fado, dessen Text von einem Gedicht de Melos stammte: Povo que lavos no rio. Er war auch an der Erforschung der Volkstanzkultur in Portugal beteiligt und schrieb dazu Standardwerke.

## Werke (Auswahl)
- Caravela ao mar. Lyrik. 1934.
- Segredo. Lyrik. 1939.
- Pecado. Lyrik. 1942.
- Dancas Portugueses. Tanztheoretische Schrift. 1951.
- Dancas de Portugal. Tanztheoretische Schrift. 1961.
- Folklore. Tanztheoretische Schrift. 1971.